# Nghi Thành
Nghi Thành (chữ Hán giản thể:宜城市) là một thành phố cấp huyện thuộc địa cấp thị Tương Dương, tỉnh Hồ Bắc, Cộng hòa Nhân dân Trung Hoa. Thành phố này có diện tích 2054 ki-lô-mét vuông. Thành phố này có diện tích 3277 ki-lô-mét vuông, dân số năm 1999 là 562.375 người. Mã số bưu chính là 441400. Về mặt hành chính, thành phố này được chia thành 2 nhai đạo (Yên Thành, Nam Doanh) và 7 trấn (Lưu Thủy, Bản Kiều Điếm, Tiểu Hà, Lưu Hầu, Trịnh Tập, Khổng Loan, Vương Tập).